# Pseudaegeria flavipennis
Pseudaegeria flavipennis är en fjärilsart som beskrevs av Felder 1875. Pseudaegeria flavipennis ingår i släktet Pseudaegeria och familjen plattmalar. Inga underarter finns listade i Catalogue of Life.